# Whyte Seeds
Whyte Seeds sind eine schwedische Alternative-Rock-Band aus Göteborg.

## Geschichte
Die Band wurde 2001 in Göteborg gegründet. 2003 erschien ihr Album Memories of Enemies, welches von der Fachpresse mit dem Stil der The Strokes verglichen wurde. Besonders schrammelige E-Gitarren, wütender Gesang und bis zum Anschlag aufgedrehte Verstärker wurden hervorgehoben. 2006 veröffentlichte die Band ihr zweites Album mit dem Titel Bold as Love.

## Diskografie

### Alben
- 2003: Memories of Enemies
- 2006: Bold as Love

### EPs
- 2003: Slow Motion